# Rhabdiopteryx doieranensis
Rhabdiopteryx doieranensis är en bäcksländeart som beskrevs av Ikonomov 1983. Rhabdiopteryx doieranensis ingår i släktet Rhabdiopteryx och familjen vingbandbäcksländor. Inga underarter finns listade i Catalogue of Life.